# 格魯什夫卡 (巴赫馬奇區)
51°5′30″N 32°33′6″E / 51.09167°N 32.55167°E
格魯什夫卡（烏克蘭語：Грушівка），是烏克蘭北部的村莊，隸屬切爾尼希夫州的尼任區。該村始建於1870年，面積0.01平方公里，海拔高度147米，2006年人口26，人口密度每平方公里2,600人。